# Turn-Weltmeisterschaften 1954
Die 13. Turn-Weltmeisterschaften fanden vom 28. Juni bis 1. Juli 1954 im Foro Italico in Rom statt. Erstmals nach dem Zweiten Weltkrieg nahmen wieder deutsche Sportler an Turn-Weltmeisterschaften teil. Beide deutsche Staaten stellten eine gemeinsame Mannschaft. Überragende Nation war die Sowjetunion.

## Teilnehmer
| - Ägypten - Belgien - Bulgarien - Dänemark - Deutschland - Finnland - Frankreich - Iran | - Italien - Japan - Jugoslawien - Luxemburg - Österreich - Polen - Rumänien - Saarland | - Schweden - Schweiz - Sowjetunion - Spanien - Südafrikanische Union - Tschechoslowakei - Ungarn - Vereinigte Staaten |

[*] Gemeinsame Mannschaft von BR Deutschland und DDR.

## Ergebnisse

### Männer

#### Mehrkampf
| Rang | Athlet            | Punkte  |
| ---- | ----------------- | ------- |
| 1.   | Wiktor Tschukarin | 115.450 |
| 1.   | Walentin Muratow  | 115.450 |
| 3.   | Hrant Schahinjan  | 114.600 |

#### Mannschaft
| Rang | Team        | Punkte  |
| ---- | ----------- | ------- |
| 1.   | Sowjetunion | 689.900 |
| 2.   | Japan       | 673.250 |
| 3.   | Schweiz     | 671.550 |
| 4.   | Deutschland | 670.250 |
| ...  |             |         |
| 13.  | Österreich  | 590.800 |
| 15.  | Luxemburg   | 561.400 |

#### Reck
| Rang | Athlet           | Punkte |
| ---- | ---------------- | ------ |
| 1.   | Walentin Muratow | 19.70  |
| 2.   | Helmut Bantz     | 19.40  |
| 2.   | Boris Schachlin  | 19.40  |

#### Barren
| Rang | Athlet            | Punkte |
| ---- | ----------------- | ------ |
| 1.   | Wiktor Tschukarin | 19.60  |
| 2.   | Josef Stalder     | 19.55  |
| 3.   | Masao Takemoto    | 19.40  |
| 3.   | Hans Eugster      | 19.40  |
| 3.   | Helmut Bantz      | 19.40  |
| 6.   | Jack Günthard     | 19.35  |

#### Sprung
| Rang | Athlet           | Punkte |
| ---- | ---------------- | ------ |
| 1.   | Leo Sotorník     | 19.25  |
| 2.   | Helmut Bantz     | 19.20  |
| 3.   | Sergej Diaiani   | 19.10  |
| ...  |                  |        |
| 6.   | Adalbert Dickhut | 18.85  |

#### Ringe
| Rang | Athlet           | Punkte |
| ---- | ---------------- | ------ |
| 1.   | Albert Asarjan   | 19.75  |
| 2.   | Jewgeni Korolkow | 19.55  |
| 3.   | Walentin Muratow | 19.50  |

#### Pferd
| Rang | Athlet            | Punkte |
| ---- | ----------------- | ------ |
| 1.   | Hrant Schahinjan  | 19.30  |
| 2.   | Josef Stalder     | 19.25  |
| 3.   | Wiktor Tschukarin | 19.20  |

#### Boden
| Rang | Athlet            | Punkte |
| ---- | ----------------- | ------ |
| 1.   | Walentin Muratow  | 19.25  |
| 1.   | Masao Takemoto    | 19.25  |
| 3.   | William Thoresson | 19.20  |

### Frauen

#### Mehrkampf
| Rang | Athletin        | Punkte |
| ---- | --------------- | ------ |
| 1.   | Galina Schamrai | 75.68  |
| 2.   | Eva Bosáková    | 75.11  |
| 3.   | Helena Rakoczy  | 74.37  |

#### Mannschaft
| Rang | Team             | Turnerinnen | Punkte  |
| ---- | ---------------- | --- | ------- |
| 1.   | Sowjetunion      | Nina Botscharowa Pelageja Danilowa Marija Gorochowskaja Larissa Latynina Tamara Manina Sofja Muratowa Galina Rudko Galina Sarabidse   | 524.310 |
| 2.   | Ungarn           | Eva Banati Ilona Milanovits Irén Karcsics-Daruházi Erzsébet Gulyás-Köteles Alíz Kertész Olga Tass Edit Weckinger-Perényi Ágnes Keleti | 518.280 |
| 3.   | Tschechoslowakei | Eva Bosáková Miroslava Brdičková Alena Chadimová Věra Drazdíková Zdena Lizkova Anna Marejková Alena Reichová Věra Vančurová           | 511.750 |
| ...  |                  | |         |
| 10.  | Deutschland      | | 486.560 |
| 12.  | Österreich       | | 453.790 |
| 14.  | Saarland         | | 407.240 |
| 15.  | Luxemburg        | | 378.560 |

#### Boden
| Rang | Athletin             | Punkte |
| ---- | -------------------- | ------ |
| 1.   | Tamara Manina        | 19.39  |
| 2.   | Eva Bosáková         | 19.16  |
| 3.   | Marija Gorochowskaja | 19.12  |

#### Balken
| Rang | Athletin     | Punkte |
| ---- | ------------ | ------ |
| 1.   | Keiko Tanaka | 18.89  |
| 2.   | Eva Bosáková | 18.76  |
| 3.   | Ágnes Keleti | 18.72  |

#### Sprung
| Rang | Athletin       | Punkte |
| ---- | -------------- | ------ |
| 1.   | Tamara Manina  | 18.96  |
| 1.   | Anna Petterson | 18.96  |
| 3.   | Evy Berggren   | 18.93  |

#### Stufenbarren
| Rang | Athletin        | Punkte |
| ---- | --------------- | ------ |
| 1.   | Ágnes Keleti    | 19.46  |
| 2.   | Galina Schamrai | 19.33  |
| 3.   | Helena Rakoczy  | 19.20  |

## Medaillenspiegel
| Rang | Land             |    |   |   | total |
| ---- | ---------------- | -- | - | - | ----- |
| 1    | Sowjetunion      | 12 | 3 | 5 | 20    |
| 2    | Japan            | 2  | 1 | 1 | 4     |
| 3    | Tschechoslowakei | 1  | 3 | 1 | 5     |
| 4    | Ungarn           | 1  | 1 | 1 | 3     |
| 5    | Schweden         | 1  | - | 2 | 3     |
| 6    | Schweiz          | -  | 2 | 2 | 4     |
| 7    | Deutschland      | -  | 2 | 1 | 3     |
| 8    | Polen            | -  | - | 2 | 2     |